# Here Comes the Bride (album)
Here Comes the Bride è il quarto album in studio del gruppo rock statunitense Spin Doctors, pubblicato nel 1999.

## Tracce
1. Here Comes the Bride – 3:13
2. Vampires in the Sun – 2:57
3. Waiting for the Blow – 3:15
4. The Man – 3:50
5. Gone Mad – 4:19
6. Wow – 4:14
7. Siren Dress – 3:15
8. Gorilla Boy – 3:11
9. Key to the Kingdom – 4:04
10. Fisherman's Delight – 4:11
11. The Bigger I Laugh, the Harder I Cry – 3:26
12. Dodging Assassins – 3:11
13. Diamond – 3:47
14. Tomorrow Can Pay the Rent + Let´s Try Again (traccia nascosta) – 11:01

## Formazione
- Chris Barron - voce, chitarra
- Aaron Comess - basso, chitarra, fisarmonica, tastiere, percussioni
- Eran Tabib - chitarra
- Mark White - basso
- Ivan Neville - tastiere, voce